# Pedro Álvares de Carvalho
Pedro Álvares de Carvalho, Senhor do Morgado de Carvalho, foi capitão de Alcácer-Ceguer.
Pedro Álvares era filho de Álvaro de Carvalho, Senhor do Morgado de Carvalho (que sendo capitão de Alcácer-Ceguer se achou com o duque D. Jaime na tomada de Azamor), e de  D. Catarina da Guerra filha bastarda de D. Pedro d'Eça Alcaide-mor de Moura. Sucedeu-lhe no morgado de Carvalho e no foro de Canas de Senhorim. Foi Capitão de Alcácer-Ceguer durante quatorze anos, de 1531 a 1545, sucedendo-lhe seu filho Álvaro de Carvalho. Tinha ele mesmo sucedido a seu irmão Francisco.
Diz a Pedatura Lusitana que aí «fez muitos serviços a ElRei D. João o III».

## Descendência
Pedro Álvares de Carvalho casou com com D. Maria de Távora, de quem teve :
Álvaro de Carvalho, que depois também foi capitão de Alcácer-Ceguer [1545 - 1549] , e capitão de Mazagão [1551 – 1561 & 1562] ; Bernardim, que depois foi capitão de Alcácer-Ceguer [1549-1550], e de Tânger [1554-1564], Gil, André, Rui de Sousa, Capitão de Mazagão [1561-1562] & [1567-1572], e de Tânger [1572-1573] e Martim de Távora.